# Forze armate armene
Le forze armate armene (in armeno: Հայաստանի զինված ուժեր) sono le forze armate dell'Armenia.
Esse contengono 45000 soldati circa, tra cui 25000 professionisti.
L'aeronautica invece è piuttosto debole, visto che conta pochi aerei rispetto a paesi come l'Azerbaijan e la Georgia.